# Sugita Genpaku
Sugita Genpaku (杉田玄白), 20 octobre 1733 - 1er juin 1817, est un érudit japonais connu pour sa traduction du Kaitai Shinsho (nouveau traité d'anatomie).
Hormis le Kaitai Shinsho, il est également l'auteur du Rangaku Kotohajime (« Introduction aux études hollandaises »).
Sugita a rassemblé une équipe d'érudits japonais pour traduire un livre hollandais d'anatomie : « Ontleedkundige Tafelen » de Kulmus (taperu anatomia (タ-ペルアナトミア) en japonais) ; car il a découvert, après une autopsie, que les schémas occidentaux des organes humains étaient beaucoup plus précis que ceux des manuels chinois. Ils ont essayé d'en faire une traduction japonaise. À un rythme d'une page par semaine tous les mois, le résultat a été publié en 1774. Comme anecdote de la difficulté de l'entreprise, les érudits ont dû étudier et discuter pendant plusieurs jours avant de se rendre compte que neus en néerlandais désignait le nez (Hana (鼻) en japonais).

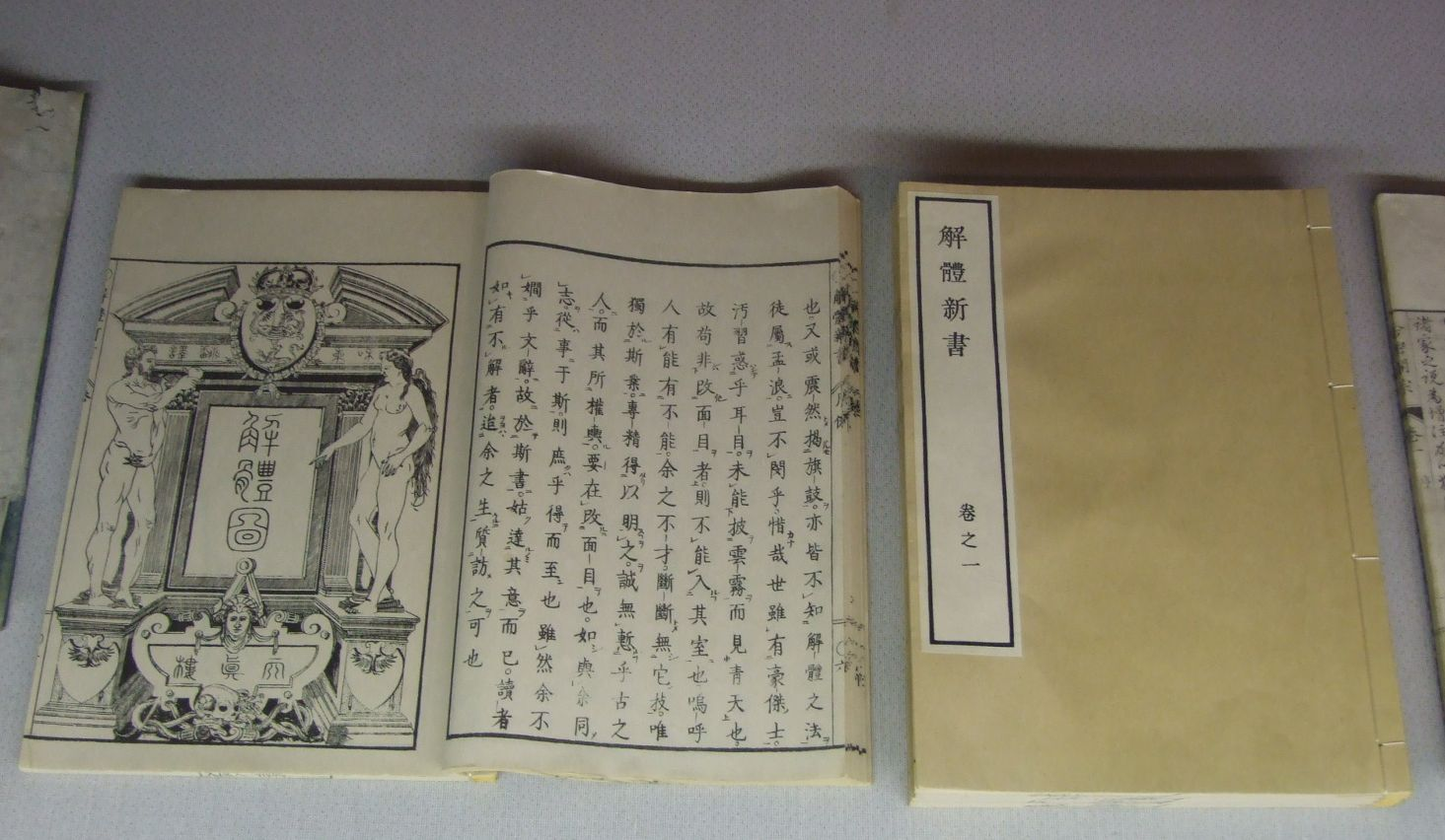
Copie du Kaitai Shinsho à la Tekijuku.